# Stela Huțan Palade
Stela Huțan Palade właśc. Stella Huțan (ur. 14 marca?/27 marca 1921 w Gura Humorului, zm. 15 sierpnia 2010 w Bukareszcie) – rumuńska pilot wojskowa.

## Życiorys
Urodziła się w rodzinie urzędnika państwowego. Wcześnie straciła ojca i po ukończeniu szkoły w Czerniowcach wraz z matką i trójką rodzeństwa przeniosła się do Bukaresztu, gdzie podjęła pracę w sklepie. Zafascynowała się lataniem za sprawą starszego brata, który zaprowadził ją na lotnisko w Giulesti. Po uzyskaniu licencji pilota szybowcowego, Stela w 1942 uzyskała uprawnienia pilota turystycznego, latając na samolotach cywilnych, a następnie doskonaliła umiejętności latania w szkole wojskowej w Zilistea-Buzău. Zaręczona z kadetem szkoły oficerskiej w Sybinie Constantinem Cucu, po jego śmierci podjęła decyzję o lataniu na samolotach wojskowych. W marcu 1943 za zgodą ministra lotnictwa Gheorghe Jienescu rozpoczęła szkolenie na samolotach RWD, a następnie na samolocie Klemm Kl 35.
W czerwcu 1943 Stela Huțan Palade trafiła na front wschodni, w rejon Symferopola, gdzie dołączyła do Białej Eskadry (właściwie 108 Lekka Eskadra Transportowa), w stopniu podporucznika. W gronie kobiet przewożących rannych żołnierzy z frontu była najmłodsza (miała 22 lata).
Po zakończeniu wojny, w grudniu 1945 wyszła za mąż za oficera piechoty, kapitana Petre Palade. Stela nie zrezygnowała z latania. W latach 1949–1953, po uzyskaniu uprawnień instruktorskich zajmowała się szkoleniem młodych pilotów, a następnie pracowała w Ministerstwie Komunikacji. Po śmierci męża w 1987, ostatnie lata życia spędziła w małym mieszkaniu w Bukareszcie.
Zmarła w roku 2010 w Bukareszcie.